# Texcoco de Mora
Texcoco de Mora, eller enbart Texcoco, är en stad i centrala Mexiko. Den är belägen i delstaten Mexiko, cirka 25 kilometer nordost om Mexico City. Staden ingår i Mexico Citys storstadsområde och hade 105 165 invånare vid folkräkningen 2010. Texcoco ligger cirka 2 250 meter över havet, är byggd i spansk kolonialstil och ligger intill Texcocosjön, som bestod av tre sjöar med salthaltigt vatten, Zumpango, Xaltocan och Texcoco och två sjöar med sötvatten, Xochimilco och Chalco. Texcocosjön är numera i stort sett dränerad, men var vid grundandet en vidsträckt sjö, närmare 70 km tvärs över.
En person från Texcoco de Mora eller närliggande område kallas Texcococano eller Texcococana.

## Historia

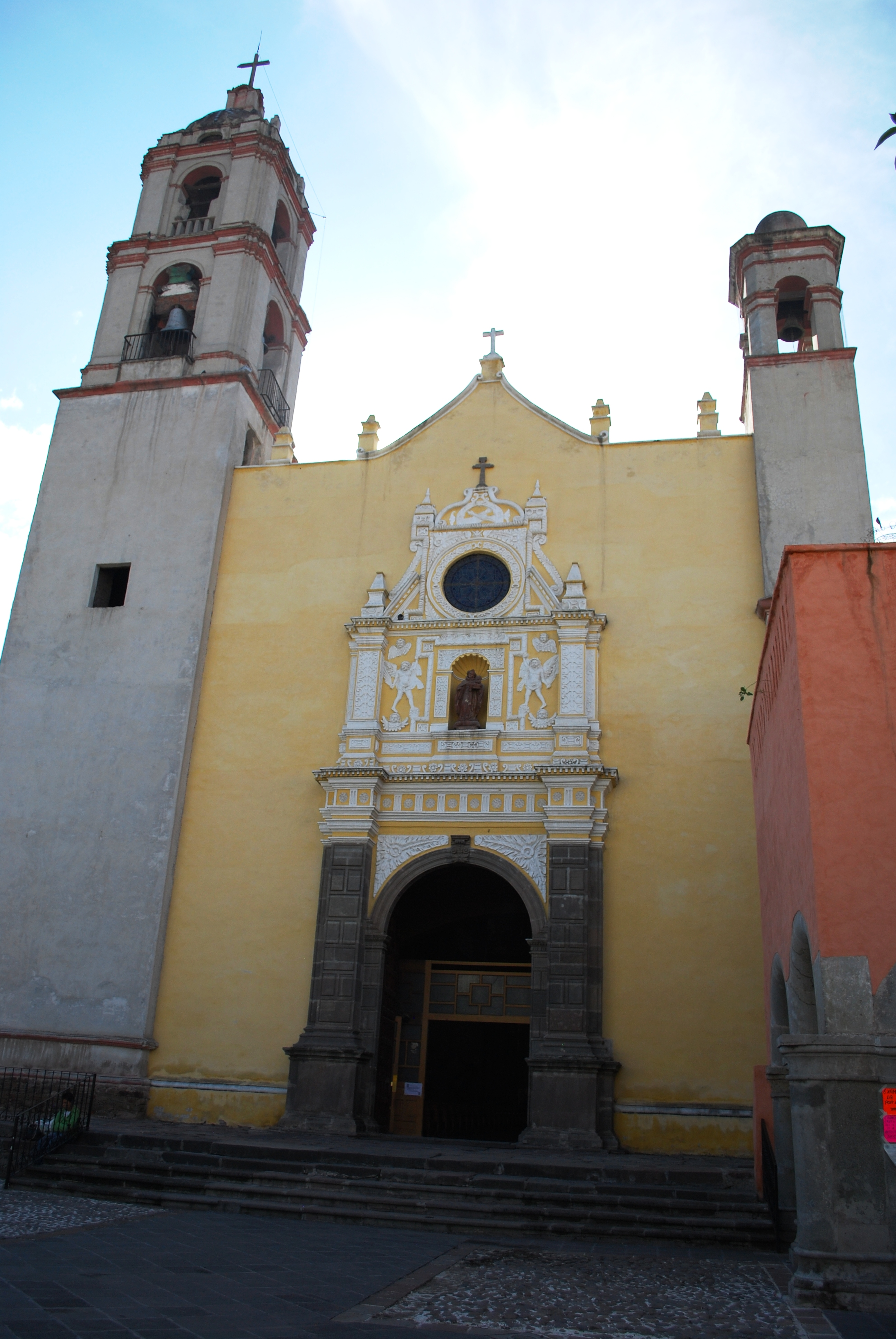
Texcocokatedralen

### Förcolumbiansk tid
Texcoco grundades troligen på 1200-talet av Chichimecafolket, en grupp Mexicaindianer. Dessa fördrevs senare av Acolhuafolket, som också av vissa källor anges som grundare av staden.. Bland regenterna hos Acolhuacan kan nämnas Techotlalatzin, Ixtlixochitl El Viejo, Nezahualpilli och Cacamatzin. Nezahualcoyotl regerade i fyrtio år och var med om att forma aztekernas trippelallians (Ēxcān Tlahtōlōyān), som bestod av stadsrikena (alteptl) Texcoco, Tlacopán och Tenochtitlán. Det skedde ungefär år 1428 och blev grunden till Aztekerriket. Texcoco växte till den näst största och betydande staden i riket och blev centrum för kultur och utbildning. Där fanns ett stort bibliotek med bland annat många nedtecknade verk från tidigare civilisationer i området. Vid slutet av 1400-talet kom Tenochtitlán att dominera Aztekerriket och utvidga förbundet till stora delar av centrala och södra Mexico.

### Spanska erövrandet och Texcoco i Nya Spanien
De spanska conquistadorerna under ledning av Hernán Cortés anlände till Texcoco 1519, medan Cacamatzin var regent. Staden kan sägas ha erövrats 1520. Här byggdes år 1521 de brigantiner som användes vid erövringen av Tenochtitlán. Vid Avenida Juárez finns den obelisk som restes efter erövringen. Efter nedkämpandet av aztekimperiet anlände flera franciskanermunkar för att kristna indianerna, Juan de Tecto, Juan de Ayora och Pedro de Gante. Gante grundade den första grundskolan i Mesoamerika, där latin, spanska och slöjdarter stod på schemat. Gante översatte också katekesen till nahuatl. Strax norr om Texcoco-katedralen finns en kyrka som är uppkallad efter honom.
Som spansk stad kan den sägas ha grundats 1551 och fick då sitt stadsvapen. Åren 1827 - 1830 var Texcoco huvudstaden i delstaten Mexiko.
Texcoco låg på den östra stranden av Texcocosjön, nordöst om Tenochtitlán i Mexikodalen. Idag återstår i stort inget från den tidigare staden.

## Ortnamnet
Kommunens officiella namn är Texcoco medan stadens namn är Texcoco de Mora. Staden har sitt namn till åminnelse av Dr. José María Luis Mora, en liberal präst och politiker, som kämpade för att skilja staten och kyrkan åt i Mexico. Vanligtvis benämns dock både staden och kommunen Texcoco.  Under stadens långa historia har namnet stavats på ett antal olika sätt, bland annat Tetzcuco, Tezcoco  och Tezcuco. Namnet har sitt ursprung från nahuatl, eller aztekiska, och betyder mest troligt "bland larrean som växer i klippig terräng" - larrean är en pockenholtsväxt. Härledningen är emellertid osäker.

## Konflikter

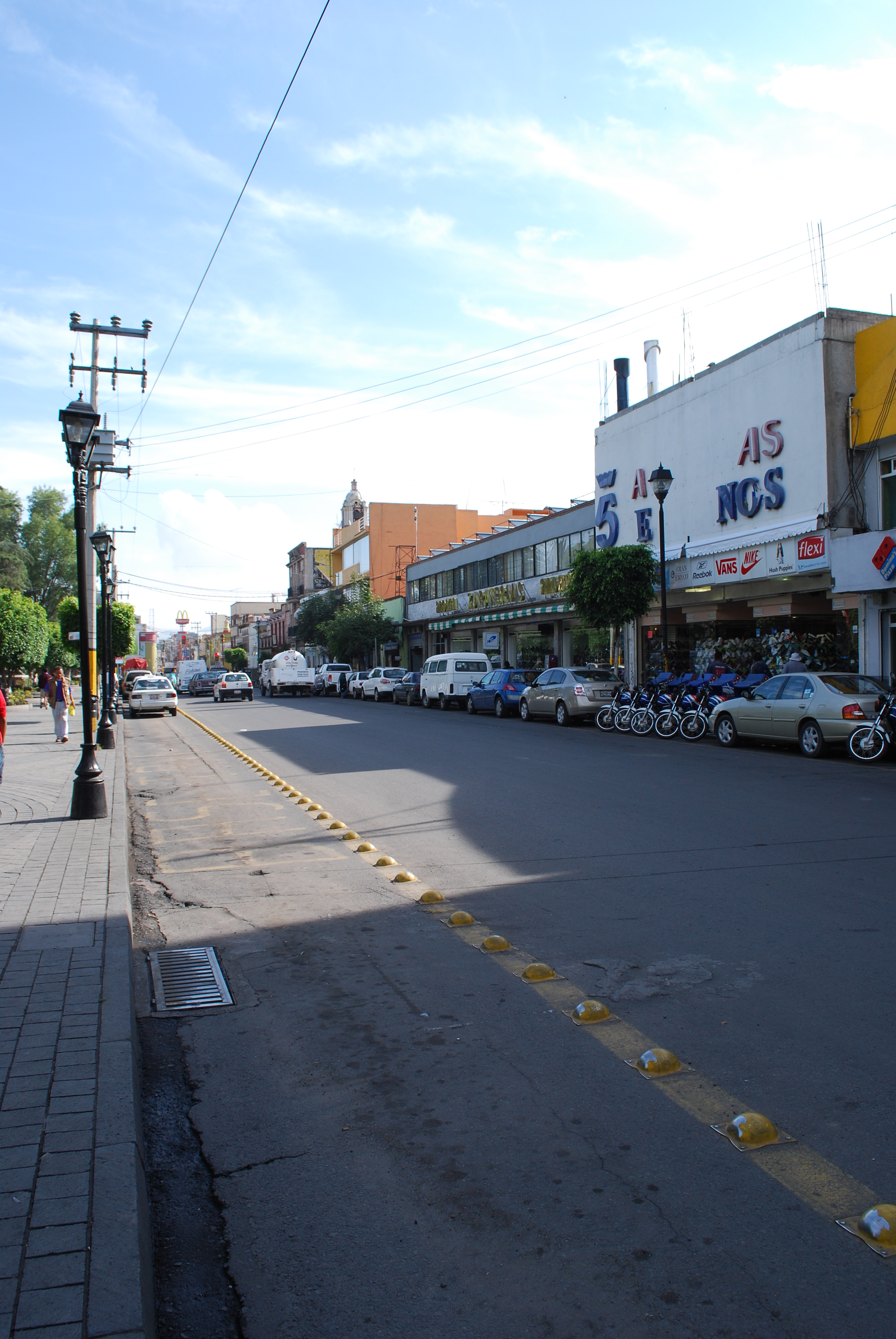
Avenida Benito Juárez.

Under 2000-talet har befolkningen i området varit i konflikt med lokala, statliga och federala myndigheter beträffande flera frågor. Det allvarligaste motsättningen har gällt planerna på en flygplats i närområdet. Lokalbefolkningen har menat att den nuvarande flygplatsen i Mexico City räcker och att anläggandet av en flygplats skulle inverka menligt på den värdefulla kulturella och historiska miljön i Texcoco, med arkeologiska platser, slottet Nezahualcoyotl, Texcotzingo (Nezahualcoyotls bad), Huexotla, katedralen Juanino-klostret och Chapingos autonoma universitet.